# Dirhicnus ferrierei
Dirhicnus ferrierei är en stekelart som först beskrevs av Karl-Johan Hedqvist 1959.  Dirhicnus ferrierei ingår i släktet Dirhicnus och familjen puppglanssteklar. Arten är reproducerande i Sverige. Inga underarter finns listade i Catalogue of Life.